# إليجاه وادزورث
إليجاه وادزورث (بالإنجليزية: Elijah Wadsworth)‏ هو شخصية أعمال أمريكي، ولد في 4 نوفمبر 1747، وتوفي في 30 ديسمبر 1817.